# Коммерческая газета (1803—1861)
Коммерческая газета — российская газета, издававшаяся с 1803 г. в Санкт-Петербурге при департаменте внешней торговли, два раза в неделю, с 1833 по 1857 гг. — три раза в неделю, а с 1858 г. по год слияния газеты с «Журналом для акционеров» (1861) — четыре раза в неделю. В 1803 г. газета издавалась под названием «С.-Петербургские К. Ведомости», с 1804 по 1810 гг. называлась «К. Ведомости», а с 1825 г. — «К. Газетой». С 1808 г. при газете выходил биржевой прейскурант, который с 1858 г. слился с газетой. С 1861 г. «Коммерческая Газета» слилась с «Журналом для акционеров», и вместо них стали выходить «Биржевые ведомости». «Коммерческая газета» издавалась на русском и немецком языках.

## Источник
- Коммерческая Газета (1803—1861) // Энциклопедический словарь Брокгауза и Ефрона : в 86 т. (82 т. и 4 доп.). — СПб., 1890—1907.